# Abisara cyclops
Abisara cyclops är en fjärilsart som beskrevs av Riley 1932. Abisara cyclops ingår i släktet Abisara och familjen Riodinidae. Inga underarter finns listade i Catalogue of Life.